# Era del Legado
En el universo de ficción de La Guerra de las Galaxias la Era del Legado es la sexta Era de la cronología del universo expandido. Comienza con el fin de la Guerra del Enjambre, sin tener un final determinado.
La Era del Legado está marcada principalmente por los años que siguieron al término de la Guerra Yuuzhan Vong, la unificación de la Nueva Orden Jedi, la descendencia de la familia Skywalker, la llegada de un Nuevo Imperio Galáctico y la Nueva Orden Sith. En este período muchos sistemas estelares intentan romper la paz que se ha forjado en la Galaxia luchando contra la Alianza Galáctica, mientras que Luke Skywalker está plagado de visiones de una oscuridad que se acerca (encarnada en Jacen Solo, convertido en un Lord Oscuro de los Sith, Darth Caedus). 
Un tiempo después de la Segunda Guerra Civil Galáctica, la Galaxia se ve dominada por un Nuevo Imperio Galáctico y una Nueva Orden Sith y el único que puede detenerlos es el último descendiente de la familia Skywalker, Cade Skywalker, quien se convierte en un miembro autoexiliado más de la Nueva Orden Jedi, mientras lo visita el espíritu de Luke.